# 窑街铁路
海淌专用线，也称海（石湾）连（城）铁路专用线，23号铁路专用线，是中国甘肃省兰州市红古区与永登县的企业专用铁路。其中海石湾至窑街与海窑专用线重叠。线路起自兰青铁路海石湾站，正线全长38.7千米。目前主要用户为窑街矿务局、西北铁合金厂、中铝连城铝厂、大唐连城电厂、窑街水泥厂。
其中海窑专用线由窑街矿务局铁路运输处管理运营，淌沟站占至窑街站部分现由腾达西北铁合金有限责任公司铁运公司管理运营。

## 线路
II级工业企业专用线标准。限制坡度12‰，最小曲线半径350米，车站到发线有效长度400米。内燃机车牵引定数4000吨。设计年运量下行46万吨，上行90万吨。现年运量近300万吨，拥有内燃机车8台，其中1台DF4DD型内燃机车，两台DF5型内燃机车，五台DF7G型内燃机车。

## 历史
1956年煤炭工业部为开发窑街煤田，委托铁一院勘测设计，由铁道部第一工程局承建。甘肃省建委、甘肃省煤炭工业局、兰州铁路局联合组建“窑街专用线会战指挥部。1958年8月成立煤炭部直属的窑街矿务局。1959年5月开工，1960年6月29日建成通车，正线全长13.7km。该专用线由兰青铁路海石湾车站接轨，经享堂峡谷至窑街。其中享堂峡谷8公里，在窑街设车站1个，9股道。有大通河大桥2座，中桥3座，大湾隧道1处（长589米）以及小桥、涵洞、渡槽、立交桥、明峒、棚洞等。
之后，该铁路向北延长至正在永登县连城镇兴建的冶金工业部西北铁合金厂。总长度38.7km。延长部分由铁道部第一工程局和第四冶金工程公司承建，1967年3月动工，1969年8月竣工通车。在红古境内有大通河铁路大桥1座，炭洞沟中桥1座。